# Dhaijan
Dhaijan (en népalais : धाइजन) est un comité de développement villageois du Népal situé dans le district de Jhapa. Au recensement de 2011, il comptait 9 820 habitants.